# (2647) Sova
(2647) Sova (1980 SP) – planetoida z pasa głównego asteroid okrążająca Słońce w ciągu 3,36 lat w średniej odległości 2,24 j.a. Odkryta 29 września 1980 roku.